# Amiati

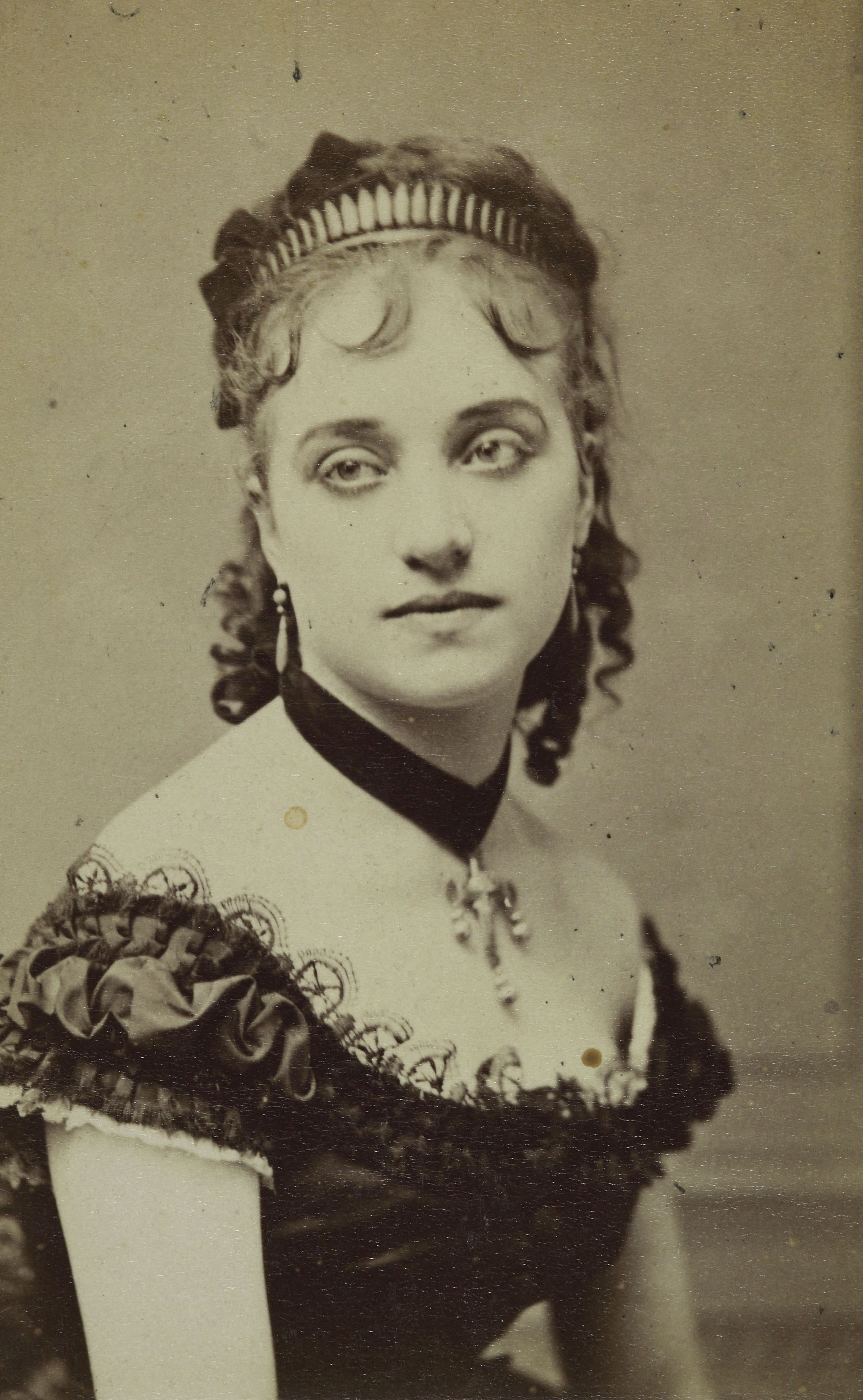
Thérèse Amiati

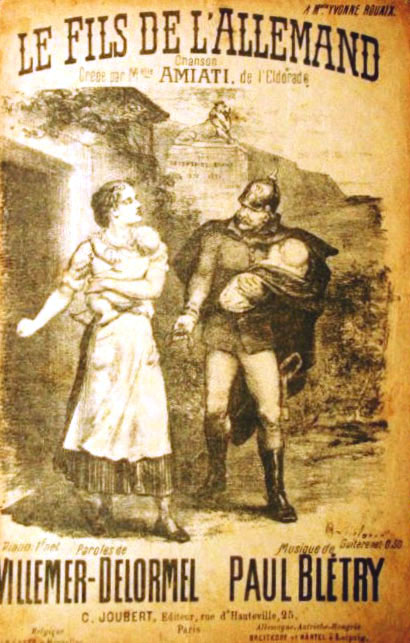
Titelblatt der Noten von Fils de l’Allemand

(Thérèse) Amiati, eigentlich Marie Thérèse Victoria Adélaïde Abbiate (* 2. Juni 1851 in Turin; † 27. Oktober 1889 in Raincy) war eine französische Sängerin (Divette) italienischer Herkunft.

## Werdegang
Der Vater von Thérèse Amiati war ein Musikprofessor in Turin, damals Hauptstadt des Königreichs Piemont-Sardinien. Nach ihrer Ankunft in Paris arbeitete sie in einer Fabrik und sang als Fianco romantische Lieder bei Café-Konzerten. Nach der Niederlage Frankreichs im Deutsch-Französischen Krieg machte sie sich in Varietés-Theatern wie dem Eldorado, dem Scala und dem Concert des Ambassadeurs einen Namen mit der Darbietung patriotischer Lieder von bekannten Komponisten und wurde zu einem „Idol der Nachkriegszeit“.
Wie andere Sängerinnen dieser Epoche forderte Amiati, wie sie sich ab 1869 nannte, Vergeltung für die Niederlage und die Wiedereroberung der an Deutschland verlorenen Landesteile. 1874 führte sie Clairon von Paul Déroulède auf, das ihr größter Erfolg war, sowie das pathetische Lied Alsace et Lorraine. Dieses „revanchistische Lied per excellence“ wurde in einem aufgeheizten politischen Klima von Gaston Villemer und Henri Nazet zu einer Musik von Ben Tayoux (1871) geschrieben:
Vous n’aurez pas l’Alsace et la Lorraine

Et, malgré vous, nous resterons Français

Vous avez pu germaniser la plaine

Mais notre cœur vous ne l’aurez jamais.
Ihr werdet das Elsass und Lothringen nicht bekommen.

Und trotz euch werden wir Franzosen bleiben

Ihr mögt die Ebene germanisieren

Aber unser Herz werdet ihr nie haben.
In Fils de l’Allemand (1882) weigert sich eine Amme aus Lothringen, das Kind einer französischen Mutter und eines preußischen Soldaten zu stillen:
N’entre pas sous mon toit, emporte ton garçon

Mes garçons chanteront plus tard la Marseillaise

Je ne vends pas mon lait au fils d’un Allemand.
Komm nicht unter mein Dach, nimm deinen Jungen mit!

Meine Jungen werden später die Marseillaise singen.

Ich verkaufe meine Milch nicht an den Sohn eines Deutschen.
1889 starb Amiatis Ehemann Eugène Maria und hinterließ seiner Witwe hohe Schulden, nachdem er mit dem Betrieb eines Opernhauses insolvent gegangen war. Kurz zuvor waren mehrere Kinder von ihr an Pseudokrupp verstorben. Zum Todeszeitpunkt ihres Mannes war Amiati erneut schwanger; nach der Entbindung des Kindes starb sie, völlig verarmt, im Alter von 38 Jahren an Kindbettfieber. Sie wurde auf dem Friedhof von Raincy in einem Gemeinschaftsgrab beigesetzt. Mithilfe von Spenden wurden 1898 ihre sterblichen Überreste auf dem Friedhof in ein Einzelgrab umgebettet und der Grabstein mit einem Bronzemedaillon der Bildhauerin Élisa Bloch versehen. Tondokumente von ihr liegen nicht vor.
2022 wurde Amiati in die Liste Portraits de France aufgenommen, mit der die französische Regierung 318 Persönlichkeiten aus den Überseegebieten, den ehemaligen Kolonien oder mit Migrationshintergrund ehrt.